# Eisgraues Murmeltier
Das Eisgraue Murmeltier (Marmota caligata) gehört zur Gattung der Murmeltiere (Marmota).

## Merkmale
Das Eisgraue Murmeltier hat einen eisgrauen Pelz auf den Schultern und dem Rücken; daher sein deutscher Name. Die Kopfrumpflänge beträgt 45 bis 57 cm. Hinzu kommt ein 17 bis 25 cm langer Schwanz. Das Gewicht der Tiere liegt zwischen 3,5 und 9 kg.

## Verbreitung

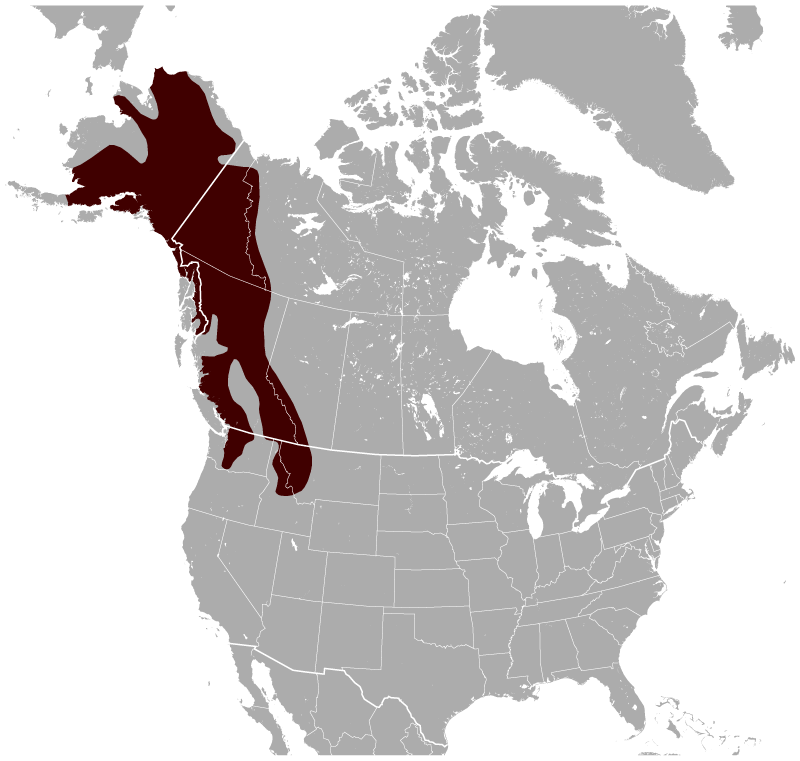
Marmota caligata range

Die Tiere sind in Nordamerika im größten Teil Alaskas und von dort über die kanadischen Territorien Alberta, Northwest Territories, Yukon und British Columbia bis in die US-Bundesstaaten Idaho, Montana und Washington beheimatet.
Sie leben auf Gebirgssteigungen und alpinen Wiesen und sind nahe Verwandte des Olympischen Murmeltieres (Marmota olympus).

## Lebensweise

### Ernährung

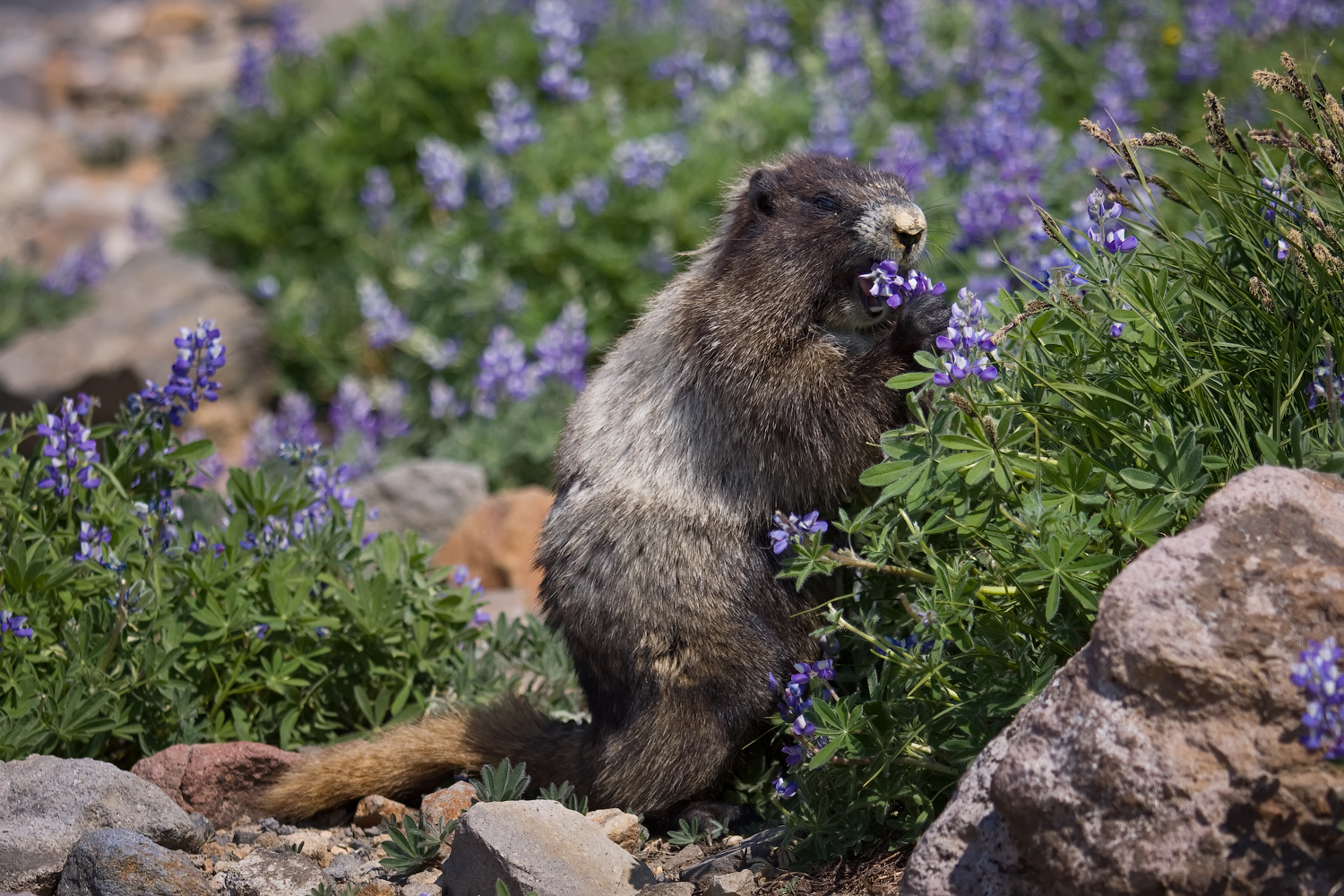
Eisgraues Murmeltier im Mount Rainier National Park

Über die Nahrungsmittelgewohnheiten ist nicht viel bekannt. Nach dem Winter fressen sie Blätter, Blüten, Gräser und Samen. Einige sind fleischfressend. Selbst Kannibalismus ist in wenigen Fällen bekannt. Eisgraue Murmeltiere trinken täglich oder fressen häufig Schnee.

### Fortpflanzung
Die Männchen haben mehrere Weibchen. Nach einer Tragezeit von 25 bis 35 Tagen bringen die Weibchen in der Regel zwei bis fünf Junge zur Welt. Die Jungen bleiben rund einen Monat in dem unterirdischen Bau, bevor sie diesen zum ersten Mal verlassen. Ihre sexuelle Reife erreichen die Jungen im zweiten Jahr.

## Systematik
Das Eisgraue Murmeltier wird als eigenständige Art innerhalb der Gattung der Murmeltiere (Marmota) eingeordnet, die aus vierzehn Arten besteht. Die wissenschaftliche Erstbeschreibung stammt von Johann F. Eschscholtz aus dem Jahr 1829 als Arctomys caligata anhand eines Individuums nahe der Bristol Bay in Alaska. Die Art wird innerhalb der Murmeltiere in die Untergattung Petromarmota eingeordnet.
Gemeinsam mit der Nominatform Marmota caligata caligata und Marmota caligata cascadensis sowie Marmota caligata okanagana werden drei Unterarten des Eisgrauen Murmeltieres unterschieden.

## Gefährdung und Schutz
Das Eisgraue Murmeltier wird von der International Union for Conservation of Nature and Natural Resources (IUCN) als nicht gefährdet („least concern“) eingestuft, da es in seinem vergleichsweise großen Verbreitungsgebiet häufig vorkommt und keine größeren Bedrohungen existieren.

## Belege
1. 1 2 3 4  Dmitri Iwanowitsch Bibikow: Die Murmeltiere der Welt. Marmota (= Die neue Brehm-Bücherei. Bd. 388). 2., völlig neu bearbeitete und erweiterte Auflage. Westarp-Wissenschaften u. a., Magdeburg u. a. 1996, ISBN 3-89432-426-0.
2. 1 2 3  Marmota caligata in der Roten Liste gefährdeter Arten der IUCN 2013.1. Eingestellt von: A.V. Linzey & NatureServe (Hammerson, G.), 2008. Abgerufen am 27. Oktober 2013.
3. 1 2 3 4  Don E. Wilson & DeeAnn M. Reeder (Hrsg.): Marmota (Petromarmota) caligata in Mammal Species of the World. A Taxonomic and Geographic Reference (3rd ed).
4. 1 2  Janet K. Braun, T. Scott Eaton, Jr., Michael A. Mares: Marmota caligata (Rodentia: Sciuridae). In: Mammalian Species. Band 43, 2011, S. 155–171 (Abstract).